# دواين غوردون
دواين غوردون (بالإنجليزية: Dwayne Gordon)‏ هو لاعب كرة قدم أمريكية أمريكي، ولد في 2 نوفمبر 1969 في وايت بلينس في الولايات المتحدة.